# Li–2
A Li–2 (oroszul: Ли–2, ukránulː Лі-2, NATO-kódja: Cab) az amerikai DC–3 szállító repülőgépnek a Szovjetunióban licenc alapján gyártott változata. Típusjelzése először PSZ–84 volt. A Moszkva melletti 34. sz. Állami Repülőgépgyár (GAZ–34) és az 1941-ig Himkiben, majd azt követően Taskentben működő 84. sz. Cskalov Repülőgépgyár (GAZ–84) gyártotta. A licenc-gyártást Borisz Liszunov szervezte meg. Első változatát négytollú légcsavarral felszerelt Svecov AS–62IR csillagmotor hajtotta, a későbbi példányok háromtollú légcsavarokat kaptak. A DC–3-tól eltérően a katonai szállító változaton a szárnyak alatt bombazár, a törzs felső részén, forgatható toronyban beépített géppuska kapott helyet. Magyarországon a Néphadseregben Teve néven állt szolgálatban.

## Története
A Szovjetunió már 1935-ben szerzett be DC–2-es repülőgépet a polgári légiforgalom számára, majd a következő évben DC–3-asok beszerzését is tervezték. 1935-ben az Amtorg Trading Corporationon keresztül az Andrej Tupoljev vezette bizottság beszerzett egy DC–2-t tesztelés céljából. A CAGI által elvégzett részletes értékelés után 1936. március 21-én a Munkaügyi és Védelmi Tanács határozatot hozott a gyártási licenc megvásárlásáról. Még ugyanazon a nyáron egy bizottság utazott az Egyesült Államokba Nyikolaj Harlamovval, a CAGI vezetőjével az élén. A bizottság utazásának eredményeként a DC–2 helyett a modernebb DC–3-as beszerzéséről döntöttek.
1936. július 15-én azonban a Szovjetunió megkapta az Egyesült Államoktól a DC–3 gyártási jogát, így további amerikai gyártású repülőgépek vásárlására nem került sor. 1936–1938 között Liszunov két évet töltött az Egyesült Államokban, a Douglas Aircraft Co.-nál, ahol a DC–3 összeszerelését tanulmányozta és a hazai gyártás előkészítésével foglalkozott. A DC–3-an alapuló módosított szovjet utasszállító változat a PSZ–84 (PSZ – passzazsirszkij szamoljot – utasszállító repülőgép – a 84-es szám a repülőgépgyár sorszámára utal) típusjelet kapta. 1942-ben a PSZ–84-t is áttervezték a katonai használat igényeinek megfelelően, az új gép a Li–2 jelzést kapta.
A Hadiipari Népbiztosság Repülőgépipari Főcsoportfőnöksége 1937. január 10-ei 2-es számú parancsában intézkedett a típus sorozatgyártásáról. A vásárolt szerszámok és sablonok mellett jelentős segítséget adtak a gyártósorok beüzemeléséhez. A szovjet ipar számára szükséges honosítási munkák elvégzésére I. P. Tolsztih, I. P. Moszolov és V. Mjasziscsev kapott megbízást. A egyik leglényegesebb feladatot az amerikai szabványok szerinti méretezés és méretek metrikus rendszerbe történő átszámítása jelentette. Ezt a munkát Vlagyimir Mjasziscsev irányította. A másik feladat a Szovjetunióban gyártott M–62IR motor beépítése volt.  Jelentős nehézségeket okozott a teljesen fémépítésű sárkányszerkezet modern gyártástechnológiájának bevezetése. Az esetleges hibák elkerülése érdekében semmilyen módosítást vagy észszerűsítést nem engedtek végrehajtani.
A DC–3 eredeti terveihez képest a szovjet változatnál több mint 1200 konstrukciós módosítást végeztek. A legjelentősebb módosítás a teherszállító változat volt. A katonai céloknak megfelelően a baloldalon egy felfele nyíló, nagy méretű teherajtót építettek be. A sárkányszerkezet kissé nehezebb lett, mert az alkalmazott lemezek a metrikus rendszerre történt áttervezés miatt kissé vastagabbak voltak, mint az amerikai lemezek. A motorok elé elforgatható zsalukat építettek be, mert a gépek alapvetően hidegebb éghajlati körülmények között üzemeltek. A gép nehezebb volt és gyengébb motorok hajtották, így a repülési tulajdonságai elmaradtak az eredeti amerikai repülőgépétől.
A Szovjetunió elleni 1941. június 22-i német támadásig a Himkiben működő 84. sz. repülőgépgyárban 237 db gép készült, mind polgári utasszállító változatban. A háború miatt a 84-es repülőgépgyárat 1941 decemberében az üzbegisztáni Taskentbe költöztették, ahol 1942 januárjában kezdődött el újra a PSZ–84-es gép gyártása. 1942 szeptemberében kezdte el a taskenti üzem a katonai változat gyártását, és a típusjelzést ekkor a gyártást megszervező Liszunov után Li–2-re változtatták. 1942–1945 között 11 ezer darab Li–2-est készítettek Taskentben. Kisebb mennyiségben más szovjet repülőgépgyárak is gyártották. A második világháború előtt a Kazanyi Repülőgépgyárban (GAZ–124) is építettek 10 darabot. 1946–1950 között a Komszomolszki Repülőgépgyár (GAZ–126) 353 darabot készített, de ott a MiG–15-ös sorozatgyártásának elindítása miatt beszüntették a gyártását.

## Alkalmazása

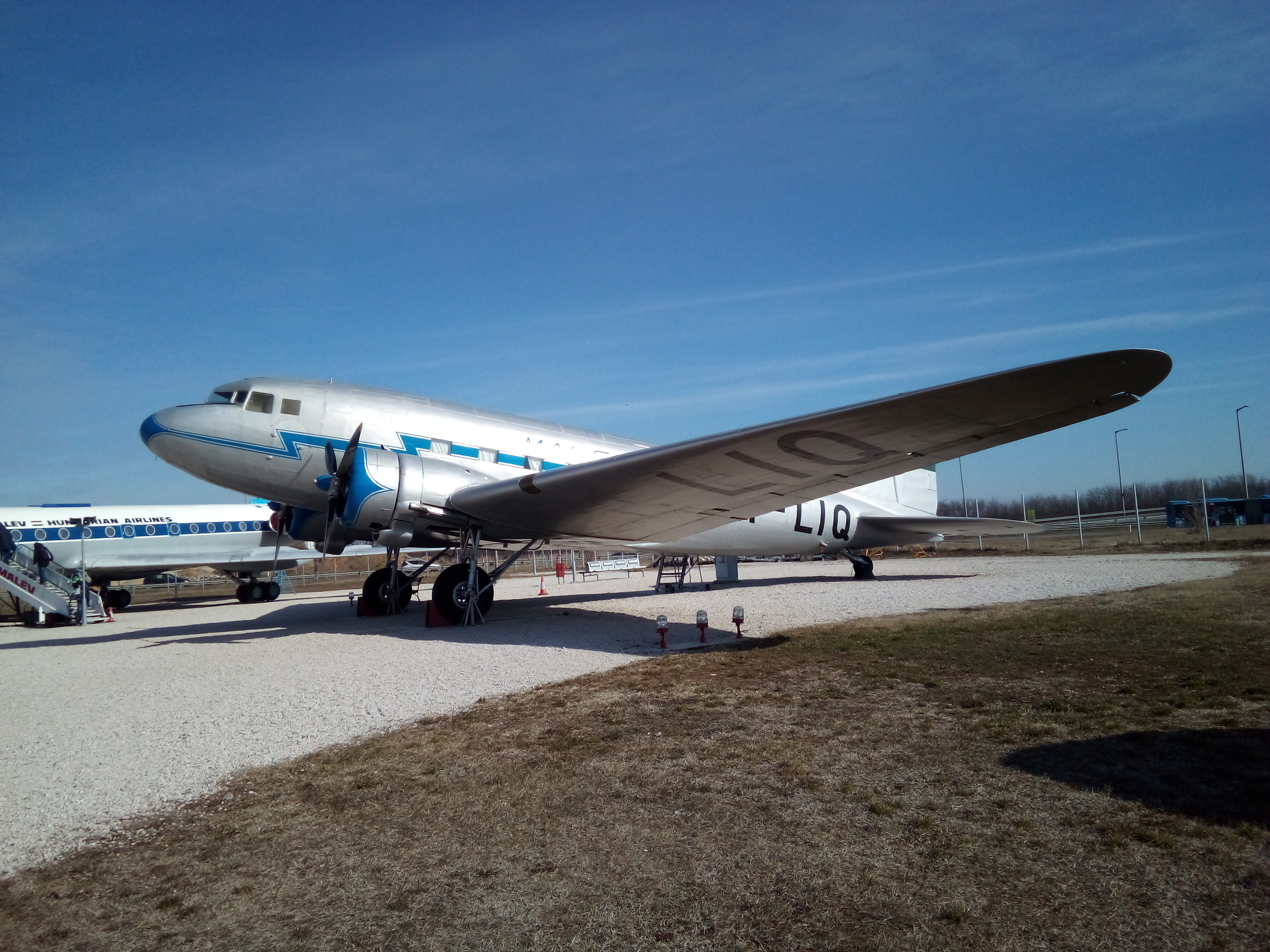
A Malév egykori, HA-LIQ lajstromjelű Li–2-ese a ferihegyi Aeroparkban

A PSZ–84 repülőgépeket 1939-től gyártották sorozatban, az Aeroflot elsősorban utasszállításra használta. Az Aeroflotnál 1940 közepén kezdte el ténylegesen üzemeltetni a PSZ–84-es gépeket. Ekkor az Aeroflot 12 darab PSZ–84-est, mellette ugyanennyi DC–3-as állított szolgálatba. A PSZ–84-t belföldi járatokon, míg a DC–3-at nemzetközi járatokon üzemeltették.
A Szovjetunió elleni német támadás idején, 1941-ben számos PSZ–84-t vettek katonai használatba, amelyekre 7,62 mm-es SKASZ géppuskát, vagy 12,7 mm-es UBK nehézgéppuskát szereltek fel. A repülőgépet katonai szállítási feladatokra, partizánok ellátására, bombázásra és sebesültszállításra használták, 1942-től Li–2 típusjelzéssel állt szolgálatban. Elsősorban a távolsági bombázó ezredek állományában üzemeltették. Sok gépre a tábori repülőgépjavító üzemek bombazárat is szereltek, amelyekre maximálisan négy darab FAB–500-as légibombát lehetett rögzíteni. Ezeket a gépeket főként éjszakai bombázó bevetésekre használták.
Az erősebben felfegyverzett Li–2VP (VP – [szamoljot] Vojennovo priminyenyija – katonai alkalmazású) 4 db 250 kg bombát is szállíthatott, az orr-részét áttervezték, és további önvédelmi fegyverzetet építettek be.
A típusból több mint 6000 db-ot gyártottak. A második világháború után a kelet- és közép európai szocialista országok, valamint Kína is nagy mennyiségben használta az 1960-as évek végéig.
Az Aeroflot, a CAAK, a CSA, a TABSO, a JUSTA, a LOT, a Malév és a TAROM utasszállító repülőgépként a polgári légiforgalomban alkalmazta.
Katonai célokra a Szovjetunión kívül Bulgária, Csehszlovákia, Jugoszlávia, Kína, Magyarország, Észak-Korea, Vietnám, Lengyelország és Románia alkalmazta.

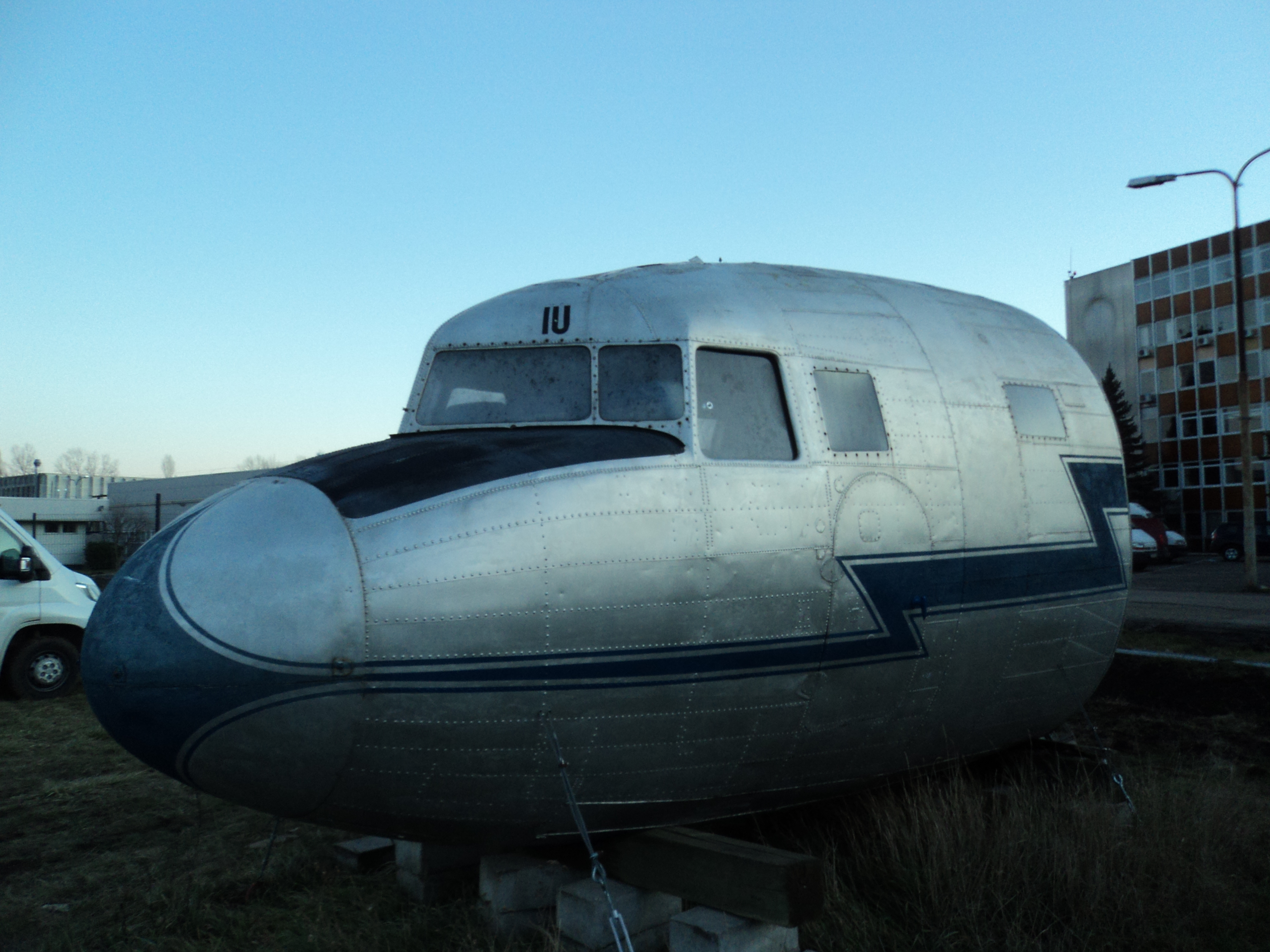
Az egykori HA-LIU megmaradt pilótafülkéje Budaörsön

Magyarországon napjainkban 4 példánya található. Ezek közül egy gép (HA-LIX) üzemképes állapotban van, három pedig kiállítási tárgy. További egy (HA-LIU) darabnak pedig csak a pilótafülkéje van meg, mivel egy tűzeset miatt többi részét szét kellett bontani. A repülőgép kiállított példányai a ferihegyi Aeropark repülőskanzenben (HA-LIQ), a szolnoki repülőmúzeumban (egykori HA-LIS, 301-es oldalszámmal) és Bócsán (egykori HA-LIP, 504-es oldalszámmal) találhatók.

## Magyar repülőképes példány

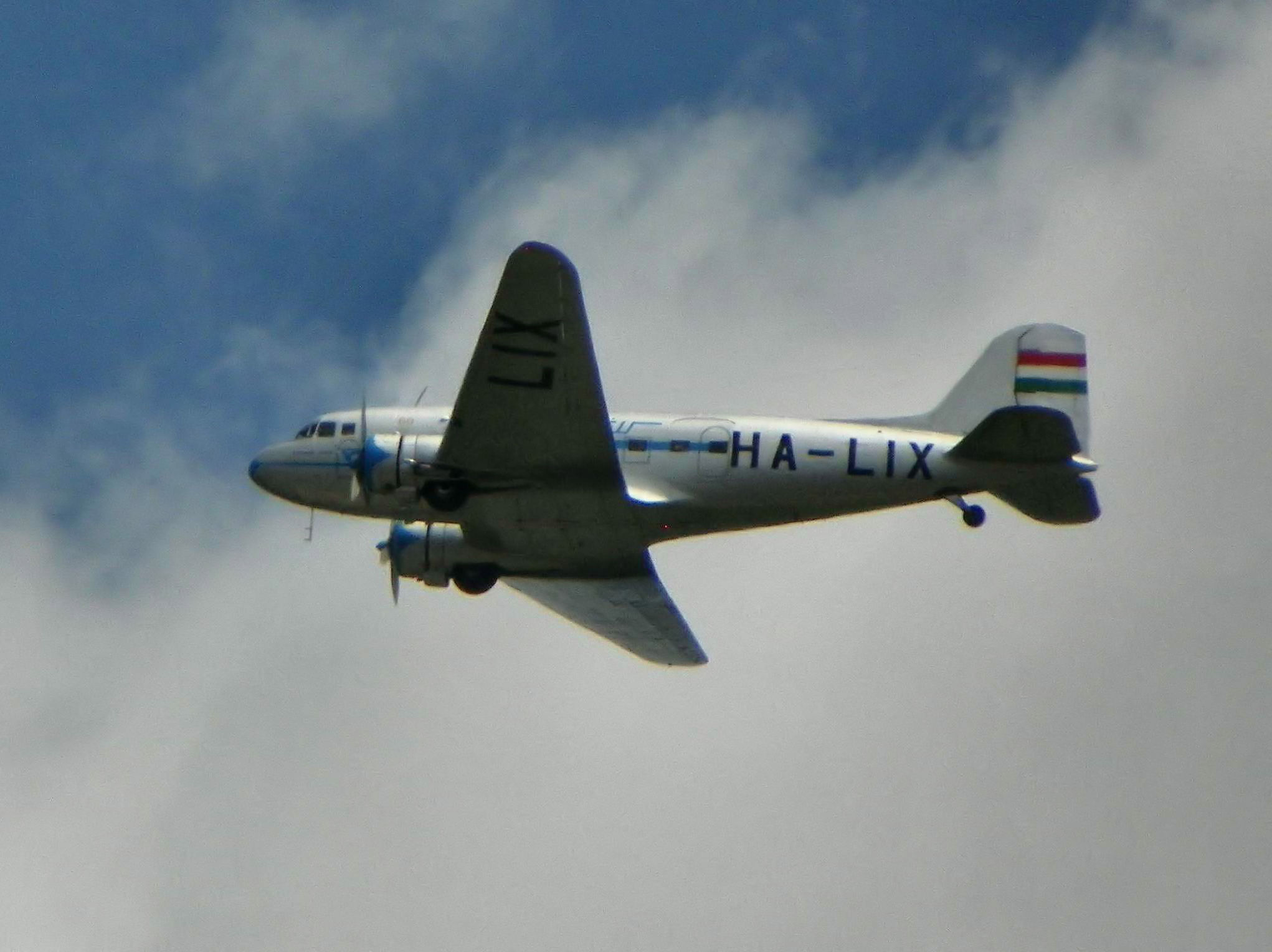
A HA-LIX Esztergom felett, 2011. június 25.

A világ egyetlen üzemképes Li–2-ese a Goldtimer Alapítvány tulajdonában lévő és a budaörsi repülőtéren állomásozó gép. Ezt a példányt 1949-ben építették a taskenti 84. sz. repülőgépgyárban 18433209 gyártási számmal. Még abban az évben Magyarországra került, ahol a Magyar Néphadsereg állította szolgálatba. 1958-ban polgári légialkalmassági bizonyítványt kapott, és több társával együtt a Malévhez került. 1964-ben visszakerült a Magyar Néphadsereghez, és ott szállítási feladatokat látott el. Ejtőernyős ugrás céljára is gyakran használták. Az 1974-es selejtezését követően a szolnoki Kilián György Repülő Műszaki Főiskola gyűjteményéhez (ma: RepTár: Szolnoki repülőmúzeum) került.
A Goldtimer Alapítvány 1997-ben átszállította a gépet Szolnokról a Budaörsi repülőtérre, ahol felújították és szinte teljesen újraépítették. Kornyik Csaba két AS-62 IR motort, a MALÉV egy Tu-154-esben használt rádió- és navigációs rendszert adományozott.  Az újra üzemképes állapotba hozott, az eredeti HA-LIX lajstromjelet kapott gép 2001. szeptember 21-én emelkedett először a levegőbe Budaörsön, majd 2002 áprilisában megkapta a légialkalmassági bizonyítványát. A repülőgép azóta a légibemutatók rendszeres vendége és a sétarepülni vágyók rendelkezésére is áll. A gép 2008-ban korabeli Malév-festést kapott, így szerepelt a 2013-ban bemutatott Szabadság – Különjárat című játékfilmben is, amely az első magyar repülőgép-eltérítés valódi története alapján készült.

## Típusváltozatok
- PSZ–84 – Eredeti utasszállító licencváltozat, 14–28 utas szállítására alkalmas.
- Li–2  – Katonai szállító repülőgép, 1942. szeptember 17-étől használták.
- Li–2D – Ejtőernyősök szállítására kialakított deszantváltozat (1942).
- Li–2VP – Felfegyverzett változat (1942).
- Li–2V – Magassági változat. 1955-ben az Oleg Antonov vezetése alatt álló kijevi OKB–153 tervezőirodában alakították ki a TK–19 turbófeltöltővel és V–516–P2F típusú négytollú légcsavarral felszerelt, nagy magasságú üzemeltetésre tervezett típusváltozatot. A 8000 m szolgálati csúcsmagasságot elérő gépből kb. egy tucatnyit gyártott a Kijevi Repülőgépgyár. Közülük négyet a szovjet antarktiszi expedíciók használtak, a többit az Aeroflot üzemeltette a belföldi légiközlekedésben, a magashegyi repülőtereken. Egyes példányait atmoszféra-kutatásokra is alkalmazták.
- Li–3 – Jugoszláv változat, amelyet a DC–3-n is alkalmazott Pratt & Whitney R–1830 motorral szereltek fel.
- Li–2T – Nagyméretű teherajtóval ellátott változat.
- Li–2SZH – Mezőgazdasági változat. 1948-ban végezték az első kísérleteket a típussal a mezőgazdaságban  történő alkalmazással kapcsolatban. Nyolc darab  mezőgazdasági változatú gép készült, amelyeket 1948–1955 között használtak. A gépek törzsében 1550 kg vegyszer szállítására alkalmas tartályokat helyeztek el. A feltöltést a törzs tetején kialakított nyíláson keresztül végezték. A vegyszerszóró berendezést a szárnyak kilépőéleinél helyezték el, amelyek szórókapacitása 20 kg/s volt. A gép számára viszonylag hosszú kifutópályára volt szükség, és az üzemeltetése is drágább volt, mint a mezőgazdasági feladatokra alkalmasabb, időközben megjelent típus, az An–2, ezért a típusváltozat fejlesztését és további gyártását beszüntették.
- PSZ–84–T – Aknamentesítő változat. 1943-ban a Szovjet Haditengerészet igényei alapján kezdték el kifejleszteni a nagyméretű, tórusz alakú elektromágnessel felszerelendő változatot.[11] A tervek szerint a szárnyak és a törzs alá rögzített elektromágnes által keltett erős mágneses tér indította volna be az indukciós tengeri aknákat. A terv végül nem valósult meg. A második világháború után ismét elővették a terveket, Kuznyecov tengernagy 1945. június 8-án két aknamentesítő repülőgép kialakítására adott utasítást. A terv további sorsa nem ismert, valószínűleg egyetlen példány sem készült el.

## Műszaki adatai (Li–2)

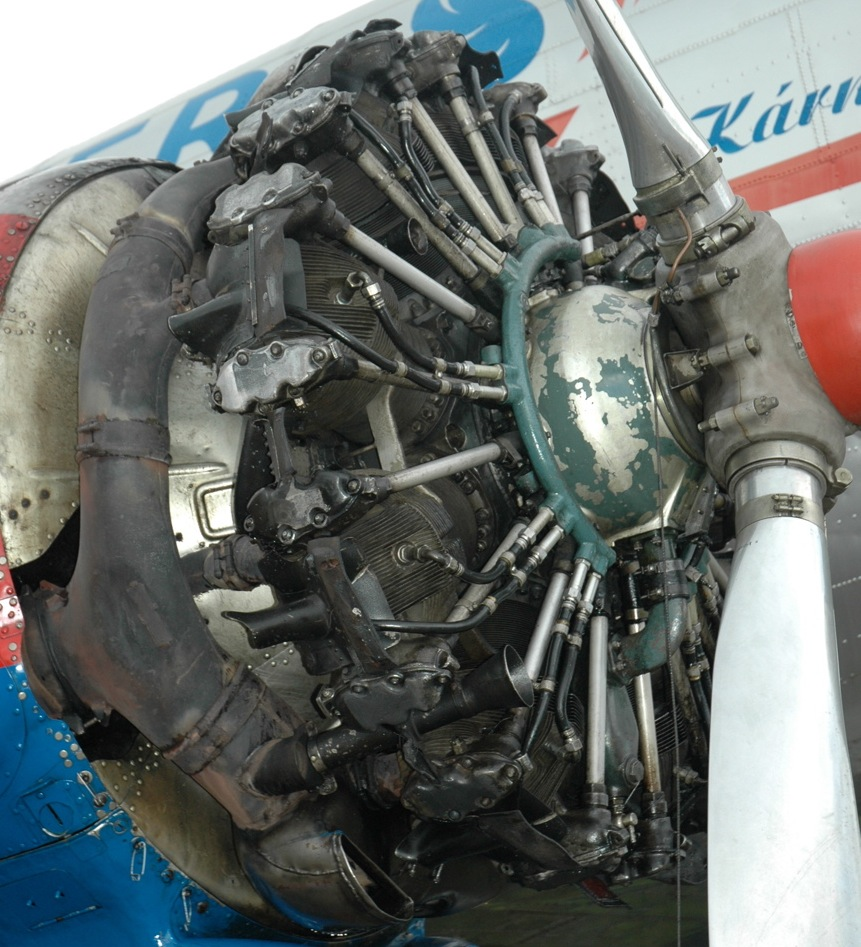
A gép Svecov AS–62IR csillagmotorja

### Tömeg- és méretadatok
- Fesztáv: 28,81 m
- Hossz: 19,65 m
- Szárnyfelület: 97,1 m²
- Magasság: 5,17 m
- Üres tömeg: 7750 kg
- Felszállótömeg: 10 700 kg
- Legnagyobb felszállótömeg: 11 280 kg
- Hasznos teher: 5–6 fő személyzet és 14–21 fő utas

### Motorok
- Motor típusa: Svecov AS–62IR csillagmotor
- Motorok száma: 2 db
- Motorteljesítmény: 2 × 736 kW (1000 LE)
- Légcsavar: VISZ–21 típusú, háromtollú

### Repülési adatok
- Gazdaságos utazósebesség: 245 km/h
- Maximális sebesség: 300 km/h
- Utazómagasság: 5600 m
- Hatótávolság: 2500 km
- Emelkedőképesség: 4 m/s

### Fegyverzet
- 3 db 7,62 mm-es SKASZ géppuska
- 1 db 12,7 mm-es UBK géppuska
- Max. 2000 kg bombaterhelés

## Balesetek Magyarországon

### Polgári balesetek
- 1949. november 14-én Budaörsről 9 óra 34 perc körül indult el a HA-LIK lajstromjelű utasszállító repülőgép, hogy egyetlen utasát Pécsre repítse. Aznap igen rossz időjárás uralkodott a célrepülőtér környékén, 300 m körüli felhőalap és 4 km vízszintes látást jelzett a meteorológia. A pécsi repülőtér vezetője az előírásoknak megfelelően kiadta, hogy csak műszeres repülésre alkalmas gépeket tud fogadni. A Li–2-es repülőgép indulásáról a pécsi repülőteret csak tíz óra körül értesítették, azonban ekkorra tovább romlott az időjárás, a hegyeket ködfelhő takarta. A felhőalap 240 m-re, míg a látástávolság 4 km alá csökkent, de a repülőtér vezetője nem adott ki leszállási tilalmat (QGO-t), ezért a repülőgép személyzete nem értesült arról, hogy romlottak az időjárási feltételek. A repülőgép folytatta útját Pécs felé. A repülőtér előtti vasútállomásnál telepített földi rádió-irányadó átrepülését a pilóták rendben jelentették, majd ezután megkezdték a felhőzet áttörését. Nem sokkal később, 10 óra 28 perckor jelentette a rádiós, hogy 150 m-es magasságon repülnek és látás szerint közelítik meg a repülőteret, valamint jelezte, hogy a földi irányadóra nincs szükségük. Három perccel később 10 óra 31 perckor a rádiós jelezte, hogy elvétették a bejövetelt, ezért újabb kört tesznek, és kérik az irányadó újbóli bekapcsolását, ami meg is történt. Ebben a két mondatban föllelhető a hat perccel később történt katasztrófa lehetséges oka. Betűhiba is okozhatta a tragédiát. Sajnos eközben újra felhőben repültek, így a tájékozódásukat elvesztették. Emelkedtek vagy 300 métert, és bal helyett egy nagyívű jobb fordulóval kezdték meg a ráfordulást 450 m-en, amit már nem tudtak befejezni, mivel előttük a Mecsek hegyoldala tornyosult. A repülőgép fordulás közben orral ütközött a hegyoldalnak és megsemmisült. A katasztrófában a személyzet, és az egy fő utas életét vesztette, azonban a biztonsági kísérő súlyos sérülésekkel megúszta az eseményt. A vizsgálatok megállapították, hogy hibázott a repülőtér vezetője, mivel nem rendelte el a leszállási tilalmat, holott ezt a szabályzat 350 m-es felhőalap alatt előírja. További hibát követett el azzal, hogy nem tájékoztatta a személyzetet az időjárás romlásáról és hozzájárult a rádió-irányadó kikapcsolásához. De hibázott a személyzet is. Amikor 300 m-en sem sikerült áttörniük a felhőzetet, meg kellett volna szakítani a leszállási manővert, és a szabályzat szerint 800 m-re kellett volna felemelkedniük. A pilóták lélektanához hozzátartozik, hogy minimális zavaroknál csak azért is megkísérlik a fel- és leszállást, hiszen mindegyikük kiváló szakember a levegőben is. Kétségtelen, hogy a földi irányítás és a hajózó személyzet rádiókommunikációjának hibái, illetve figyelmetlenségből adódó hiányosságai okozati összefüggésben vannak a repülőgép katasztrófájával, amelyben hatan vesztették életüket a Mecsekben, Kővágószőlős határában.

- 1952. október 2-án Budaörsről indult el a HA-LIL lajstromjelű utasszállító repülőgép, hogy a Budapest–Miskolc–Nyíregyháza–Budapest járatot teljesítse. A személyzet tagjai a másodpilóta kivételével szovjet állampolgárok voltak. Aznap igen rossz időjárás uralkodott a térségben, többször vastag felhőbe kerültek, vakrepüléssel szálltak Miskolcig, és itt, a kedvezőtlen szél, szitáló eső, gyenge látás miatt, csak a harmadik kísérletre sikerült leszállniuk. A pilóták az időjárásjelentést megkapták, és úgy döntöttek, hogy folytatják útjukat Nyíregyháza felé, pedig ott sem volt jobb a helyzet, 80-100 méteres felhőalap, 2 kilométeres vízszintes látás, eső, felázott talaj. 14 óra 20 perckor felszálltak, azonban az út során az időjárás tovább romlott, a felhőalap 80 méterre, a látás 1,5 kilométerre csökkent. A repülőtér vezetője kiadta a leszállási tilalmat (QGO-t), de a repülőgép személyzete a föld látása mellett igyekezett elérni Nyíregyházát. 15 órakor a repülőgép belépett a térségbe, a személyzet jelentette, hogy látja a földet és megkísérli a leszállást. A repülőgép 30-40 méter magasan közelített rossz irányból, erre Koltai Lajos, a repülőtér vezetője, piros rakéta kilövésével jelezte a személyzetnek, hogy nem szállhat le, így a repülőgép tovaszállt Miskolc irányába. Tíz perc múlva a repülőgép a helyes irányból közelített, ezt látva a repülőtérvezető zöld rakéta kilövésével jelezte a személyzetnek, hogy leszállhatnak, de a repülőgép ismét tovább haladt, most Debrecen irányában. Gondolva, hogy a repülőgép Debrecenbe ment kitérőre, meglepődtek, amikor 15 óra 16 perckor ismét feltűnt keresztirányból. Hiába volt a rakétajelzés, leszálltak, a síkos, vizes fű miatt a 270 méteres szakasz nem volt elég a megálláshoz, és a repülőgép nagy erővel egy épületnek ütközött, eleje teljesen összeroncsolódott. A katasztrófa következtében a repülőgép parancsnoka, a másodpilóta és a hajózó távírász életét vesztette. A személyzet további két tagja és három utas súlyosan megsérült.
- 1961. február 20-án a HA-LIA lajstromjelű utasszállító Szegedről Budapestre indult menetrend szerint, amikor felszállás közben, ismeretlen okok miatt a futóművek becsukódtak, ennek következtében a gép megbillent, majd orra állt. Szerencsére a jármű még csak lassan haladt, így a leszállópályával való ütközés nem volt erős. Senki nem sérült meg, a gépben is csak jelentéktelen kár keletkezett (elgörbült két csavarlapát).
- Valamikor 1947 és 1949 között a HA-LIF lajstromjelet viselő repülő is balesetet szenvedett a miskolci repülőtéren: gurulás közben a baloldali futómű becsukódott, a motor és a légcsavar megsérült. A javítások után ismét forgalomba állt.
- A HA-LIF később ismét balesetet szenvedett: 1954. december 23-án Budapestről Prágába indult. A jármű a csehszlovák térségbe érve hóviharba került, valamint erős villámlások is nehezítették útját. A bal motor leállt, és a repülő süllyedni kezdett. A hegyek közelsége miatt nem tudták folytatni útjukat, kényszerleszállást hajtottak végre, amely azonban balul sült el: a gép bal szárnya fákkal ütközött, sérült a csűrőlap, a légcsavarok, és a farokkerék is letört. Egy utas megsérült, a gépet selejtezték. Ugyanezen a napon a HA-LII jelű gép is kényszerleszállást hajtott végre ugyanezen az útvonalon, azt is selejtezték.
- 1948. szeptember 29-én, Budaörsről, vizsgáztatási céllal indult a HA-LIG jelű, Li–2T típusú repülőgép. Déli-délkeleti szél fújt, a leszálláskor a vizsgázó izgalmában kétszer is túl magasan érkezett, és átstartolt. A repülőgép harmadszor is magasan közelített, hosszúra érkezett, a repülőtér területét elhagyva kitörte a kerítést, átgurult az úton, felment a vasúti töltésre, és azon gurult végig, mígnem jobb szárnyával egy fának, majd egy villanyoszlopnak ütközött. Senki nem sérült meg, de a gép jobb szárnya teljesen leszakadt. Szárnycserét hajtottak végre rajta, a vizsgázó megbukott.
- 1957. június 11-én a HA-LIM lajstromjelű, Li–2 típusú, repülőgép 19 utassal, négy főnyi személyzettel Pécsre indult. A jobb motor nem sokkal a felszállás után gyengélkedni kezdett, majd leállt. A kapitány visszafordult a géppel a repülőtérre, de jóval a leszállópálya előtt földet ért, és egy, a háborúból megmaradt bombatölcsér földhányásába ütközött. A jobb oldali motor az ütközés következtében leszakadt és kigyulladt, a repülőgép megpördült, majd megállt. Senki nem sérült meg.
- 1968. április 24-én a HA-LIO repülőgép Szolnokon benzinleeresztés közben kigyulladt és a tűzben megsemmisült. A vizsgálat megállapítása szerint elektrosztatikus kisülés okozta a tüzet. Személyi sérülés nem történt.

## Külső hivatkozások
- Li-2.hu minden a repülőgépről
- A Goldtimer Alapítvány honlapja
- Fényképek a Li–2-ről a Magyar Repüléstörténeti Múzeum honlapján Archiválva 2007. december 9-i dátummal a Wayback Machine-ben
- A Magyar Repüléstörténeti Múzeumban kiállított Li–2
- Szerelem: LI–2 - 1949 – Az egyetlen repülőképes Teve – A Totalcaron